# Jacob Leendert van Rij
Jacob (Jaap) Leendert van Rij (Bolnes, 5 oktober 1906 - Zevenhuizen, 29 april 1945) was een Nederlandse verzetsstrijder in de Tweede Wereldoorlog. Zijn schuilnaam was Heuf.

## Voor de Tweede Wereldoorlog
Van Rij werd op 5 oktober 1906 geboren in Bolnes Ridderkerk als negende kind van landbouwer Jacob Leendert  en Kaatje Hoornweg. Toen van Rij tien jaar oud was overleed zijn vader. Op zestienjarige leeftijd verloor hij ook zijn moeder. Van Rij kwam onder de voogdij van de ouder broer Cornelis.Op 1 juli 1925 werd aan van Rij vrijstelling van mobilisatie verleend wegens broederdienst. in 1931 melde hij zich echter als vrijwilliger bij de landmacht. Een jaar later werd hij als "wachtmeester van het wapen der artillerie".
Op 9 december 1936 trouwde van Rij in Delft met de in Borger geboren verpleegster Albertje (Alie) Boon (1912-1990). Beiden woonden indertijd in Delft.

## Oorlog en verzet
Bij het uitbreken van de tweede wereldoorlog woonde van Rij, inmiddels opperwachtmeester bij de marechaussee, met zijn vrouw en zoon Jaap in Zoetermeer, waar hij bij het verzet betrokken raakte.
Gezien van Rijs militaire achtergrond leek het logisch om hem tot leider van het verzet te kiezen, maar Pieter Heertjes, de regionale commandant, vond hem ongeschikt vanwege zijn opvliegend karakter. In zijn plaats kreeg Joop Kentgens de leiding over de Zoetermeerse verzetsgroep. Van Rij werd ondercommandant en commandant K.P. (Knokploegen)
Van Rij hield een lijst bij van pro-Duitse personen en NSB-leden, zodat zij na de oorlog konden worden berecht. Ook zwarthandelaren kregen met van Rij te maken. Illegaal geslacht vlees werd door van Rij en andere verzetsleden 'in naam van de koningin en vaderland' gevorderd, waarna een plaatselijke slager er producten van maakte voor mensen die onderduikers hielpen. De rest van het vlees werd, samen met erwten en bonen die ook in beslag werden genomen, door een caféhouder verwerkt tot soep voor mensen die voedsel kwamen halen.
Uiteraard was e.e.a. niet zonder risico. Een zwarthandelaar van wie van Rij en zijn mannen een paard in beslag hadden genomen,deed zijn beklag bij de Landwacht, waarna van Rij, Kentgens en anderen moesten onderduiken.

## De overval op het jachthuis
Van Rij, Kentgens, de Amerikaanse militair John McCormick en 13 andere verzetsleden zaten in april 1945 ondergedoken in een jachthuis aan de Rotte in Zevenhuizen, waar het tot een vuurgevecht kwam met een grote groep Duitse militairen. Wat die Duitsers daar deden is niet helemaal duidelijk. Mogelijk was er sprake van verraad, maar er is ook een verhaal dat twee Duitse militairen, die toevallig langsliepen, vanuit het jachthuis werden beschoten. Hoe dan ook, de Duitsers reageerden door Turkestaanse manschappen die in de buurt gelegerd waren naar het jachthuis te sturen.
Bij de schietpartij die volgde kwam McCormick om het leven. Kentgens kreeg een kogel in het gezicht. Van Rij nam de leiding en besloot tot een uitbraak. Zijn vrouw Alie, die ook in het jachthuis aanwezig was, raakte gewond aan haar been, maar hun zevenjarige zoon Jaap wist te ontsnappen. Ook de andere onderduikers wisten te ontkomen, waarbij van Rij hun aftocht dekte en meerdere Turkestaanse soldaten wist uit te schakelen.
Van Rij zelf was gewond geraakt maar wist nog twee uur in het moerassige gebied stand te houden, totdat hij uitgeput voorover viel en verdronk.
Van Rij en McCormick werden op 4 mei 1945 in Zevenhuizen begraven. Kentgens bleek na afloop van de schietpartij nog in leven en is van zijn verwondingen hersteld. Ook Alie van Rij herstelde volledig.
Later, op 31 oktober 1945, werd van Rij en McCormick met militaire eer herbegraven bij de Oude Kerk in Zoetermeer, samen met verzetsstrijders Jan Hoorn en Cornelis van Eerden, die op 5 mei tijdens de bevrijding waren omgekomen.
Op 10 april 1953 werd van Rij bij Koninklijk Besluit postuum onderscheiden met de Bronzen Leeuw. Het deel van de Broekweg in Zoetermeer waar van Rij met zijn gezin woonde (nummer 15) werd in 1946 omgedoopt in J.L. van Rijweg.
Op 2 april 2025 werd in de Jacob Leendert van Rijweg in Zoetermeer een Stolperstein voor Van Rij geplaatst. 